# Rojt
Rojt (románul: Roit) település Romániában, a Partiumban, Bihar megyében.

## Fekvése
Nagyváradtól délnyugatra, az alföldi síkság szélén fekvő település.

## Története
Rojt Árpád-kori település. Nevét az oklevelek már 1291–1294 között említették Ruyd néven.
1332–1137-ben Rudh, 1374-ben Royth, 1599-ben Roit, 1808-ban és 1913-ban Rojt néven írták.
1337-ben a pápai tizedjegyzék szerint papja 20 garas pápai tizedet fizetett
A váradi 1. sz. káptalan ősi birtoka volt, melyre Zsigmond király 1406-ban adott újabb adománylevelet.
1851-ben Fényes Elek írta a településről:
Bihar vármegyében, a mezőségen. Lakja 918 óhitü, 8 katholikus, 7 református, óhitü anyatemploma.
Birja a váradi deák káptalan
1910-ben 976 lakosából 40 magyar, 936 román volt. Ebből 12 református, 841 görögkeleti ortodox, 12 izraelita volt.
A trianoni békeszerződés előtt Bihar vármegye Cséffai járásához tartozott.

## Nevezetességek
- Görög keleti ortodox temploma – 1700 körül épült.